# Бёрлинг, Джордж Фредерик
Джордж Фредерик Бёрлинг (англ. George Frederick Beurling, 6 декабря 1921 года, Верден, Квебек, Канада — 20 мая 1948 года Рим, Италия) по прозвищу Баз (англ. Buzz) или Сумасброд (англ. Screwball) — лучший канадский лётчик-ас Второй мировой войны, сбивший в составе Королевских ВВС Великобритании (RAF) 31 самолёт противника (в том числе только над Мальтой — 26).

## Биография
Джордж Бёрлинг родился 6 декабря 1921 года в Вердене (англ. Verdun), пригороде Монреаля (провинция Квебек, Канада). Свой первый полёт Бёрлинг совершил в 1938 году, а затем, вопреки желанию родителей, которые хотели, чтобы их сын поступил в университет, Джордж бросил школу, не окончив 9-й класс, и сбежал из дома. В Грейвенхёрсте, небольшом городке в Онтарио, Бёрлинг получил работу по перевозке воздушных грузов для горнорудных компаний, где, летая вторым пилотом, приобрёл опыт пилотирования.
После получения лётной лицензии Джордж отправился в Ванкувер, надеясь получить там коммерческую лицензию и присоединиться к американскому добровольческому подразделению «Летающие тигры» (AVG, от англ. American Volunteer Group), воевавшему против японцев на стороне Китайской республики. При попытке записаться в AVG Бёрлинг был задержан за нелегальный переход через границу и депортирован обратно в Канаду. К этому времени уже началась Вторая мировая война, и Джордж одним из первых отправился на вербовочный пункт, где снова потерпел неудачу. Тогда Бёрлинг попытался записаться в Финские ВВС, воевавшие в Зимней войне против РККА, но у него ничего не вышло и на тот раз: Джорджу было всего 18 лет и для успешного завершения требовалось согласие родителей, которого Бёрлинг, естественно, не получил. В Королевские военно-воздушные силы Канады Джорджа не взяли из-за недостаточного образования.
Предположив, что в связи с войной пилоты требуются Королевским военно-воздушные силам Великобритании (RAF), Бёрлинг покидает дом и на торговом судне пересекает океан. Он сошёл на берег в Глазго и сразу же отправился в ближайшее призывное отделение RAF, где обнаружилось, что он забыл дома свидетельство о рождении. Бёрлингу пришлось вернуться домой, взять свидетельство и снова отплыть в Великобританию. Что интересно, он снова попадает в то же призывное отделение, к тому самому офицеру, что принимал его в первый раз. Это произошло в самый разгар Битвы за Британию, заявление Джорджа сразу приняли и 20 сентября 1940 года Бёрлинг стал пилотом RAF.

### Вторая мировая война
После тестирования, выявившего, что Бёрлинг неплохо пилотирует, его направили в специальную истребительную школу для освоения Спитфайра, где учителем Джорджа стал известный британский ас Джинджер Лейси (англ. James Harry Lacey). Школу Бёрлинга закончил 9 сентября 1941 года с многочисленными дисциплинарными нарушениями: полёты на предельно малой высоте, бреющие полёты и один раз пикирование на аэродром, напугавшее персонал. Тем не менее, Бёрлинг очень хорошо управлял самолётом и Джинджер даже предлагал ему остаться в школе инструктором (с автоматическим получением офицерского звания), однако Джордж с возмущением отказался от «гражданской» работы и был направлен сержантом в 403-ю эскадрилью (англ. 403 Training Squadron). Его недисциплинированность и индивидуальность, так же как и его стремление воевать послужили причиной неприязни к нему его сослуживцев. Через некоторое время Бёрлинг был переведён в 41-ю эскадрилью RAF (англ. No. 41 Squadron RAF), в основные задачи которой входили охрана конвоев и операции над территорией Франции.
Свою первую победу Бёрлинг одержал 1 мая 1942 года, сбив Фокке-Вульф Fw 190 очередью всего из двух пулемётов. Уже через несколько дней Джордж сбил второй самолёт, для чего оставил строй и бросил своего ведущего без прикрытия. Такой поступок вызвал неприязнь со стороны товарищей и недовольство начальства. Поэтому при первой же возможности Бёрлинг перевёлся в 249-ю эскадрилью (англ. No. 249 Squadron RAF) на Мальту, для отражения атак на остров со стороны ВВС нацистской Германии и фашистской Италии.
Именно на Мальте Баз Бёрлинг получил прозвище «Сумасброд». 6 июля 1942 года, в свой первый боевой вылет над Мальтой, Бёрлинг сбил три самолёта противника, тем самым став лётчиком-асом, а 10 июля Бёрлинг довёл счёт своих мальтийских побед до пяти. К 24 июля 1942 года Джордж был уже награждён медалью «За выдающиеся лётные заслуги» (DFM). 27 июля Бёрлинг сбил одну из лучших итальянских пар: аса Фьюрио Никлота (англ. Furio Niclot Doglio) и его ведомого, за что 4 сентября был награждён планкой к DFM. 30 июля Бёрлинг был произведён в офицеры. К октябрю 1942 года Баз Бёрлинг имел на своём счету 20 побед над самолётами противника, и 16 октября был награждён крестом «За выдающиеся лётные заслуги» (DFC).

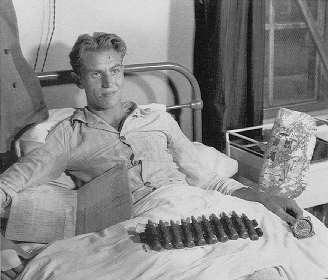
Баз Бёрлинг в госпитале после аварии транспортника 31 октября 1942 года, 1943 год.

Последний свой бой на Мальте Джордж Бёрлинг провёл 14 октября 1942 года. Подразделение из семи «Спитфайров» атаковало восьмёрку вражеских «Ю-88», сопровождаемую несколькими десятками истребителей. Бёрлинг сбил три самолёта противника, но его истребитель был повреждён, а сам он ранен. Очевидно, он был вынужден прыгать из горящего самолёта.
31 октября 1942 года, после госпитализации, Бёрлинга отправили в Британию. Перелёт проходил на переделанном под транспортник бомбардировщике Liberator, в котором 19 пассажиров размещались в бомбовом отсеке и фюзеляже без сидений. Над Гибралтаром самолёт попал в шторм и при снижении в условиях плохой видимости упал в воду. Из всего экипажа выжили только трое, включая Джорджа, который проплыл 150 метров до берега и вновь был госпитализирован. 4 ноября 1942 года Бёрлинг был награждён орденом «За выдающиеся заслуги».
По возвращении Бёрлинг был направлен в Канаду, где занимался пропагандистской деятельностью, направленной на получение займов, принимал участие в торжественном параде в Вердене, встречался с премьер-министром Кингом. 30 января 1943 года Бёрлинг получил повышение, однако вернулся в Великобританию только летом. В Ванкувере Джордж познакомился со своей будущей женой Дианой Уиттолл (англ. Diana Whittall).

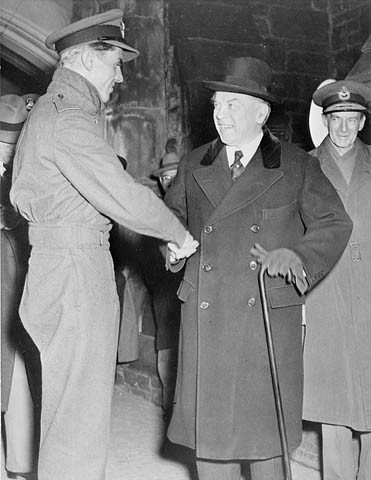
Бёрлинг и премьер-министр Канады Кинг, 1943 год.

В Англии Бёрлинг был назначен инструктором, но уже 1 сентября 1943 года Джордж перевёлся в ВВС Канады и снова вошёл в состав 403-й эскадрильи. В апреле 1944 года Бёрлинг вернулся в Канаду, предпринимал попытки вступить в ВВС США, но безуспешно. К концу войны на счёту командира ведущего звена эскадрильи База Бёрлинга были 31 личная и 1 совместная победы, 9 повреждёных самолётов противника.

### Израильские ВВС
В марте 1945 года брак Бёрлинга распался, но официального развода супруги так и не получили. Джордж пытался найти себя в гражданской жизни, но не смог, бывший ас даже работал уличным торговцем в Монреале. Когда начался арабо-израильский конфликт, Бёрлинг записался добровольцем в ВВС Израиля. В мае 1948 года Джордж с группой таких же наёмников прибыл на сборный пункт в Италию.
Утром 20 мая 1948 года Баз Бёрлинг поднял с военного аэродрома в Риме транспортный самолёт для облёта. Самолёт взорвался, едва оторвавшись от полосы, оба пилота погибли. Это была десятая авария Бёрлинга. Согласно официальной версии, авария случилась в результате внутренней неисправности карбюратора.
Гроб с телом Бёрлинга в течение трёх месяцев находился на складе кладбища в Верано (англ. Verano Monumental Cemetery), а затем, когда вдова Бёрлинга смогла приехать, был торжественно предан земле на протестантском кладбище, между останками Перси Шелли и поэта Джона Китса. После того как прах Бёрлинга пролежал на кладбище Верано два года, гроб был перенесён, и останки Бёрлинга, как героя Израиля, были захоронены на военном кладбище у подножия горы Кармель.

## Награды
Медаль «За выдающиеся лётные заслуги» (DFM) и планка к ней;
 Кавалер креста «За выдающиеся лётные заслуги» (DFC);
 Кавалер ордена «За выдающиеся заслуги» (DSO).

## Фильмы
- Воздушные асы войны (англ. War Heroes of The Skies) - шестисерийный документальный исторический сериал (Канада), 2-я серия, выпущенный в 2012 году. Режиссёры: Найджел Леви, Тим Волочатюк.